# Спринг Гарденс (Тексас)
Спринг Гарденс (енгл. Spring Gardens) насељено је место без административног статуса у америчкој савезној држави Тексас.

## Демографија
По попису из 2010. године број становника је 563.
| Група             | 2000.    | 2010.       |
| Белци             | 0 (0,0%) | 16 (2,8%)   |
| Афроамериканци    | 0 (0,0%) | 2 (0,4%)    |
| Азијати           | 0 (0,0%) | 3 (0,5%)    |
| Хиспаноамериканци | 0 (0,0%) | 544 (96,6%) |
| Укупно            | 0        | 563         |